# Dnieprowska kolej dziecięca

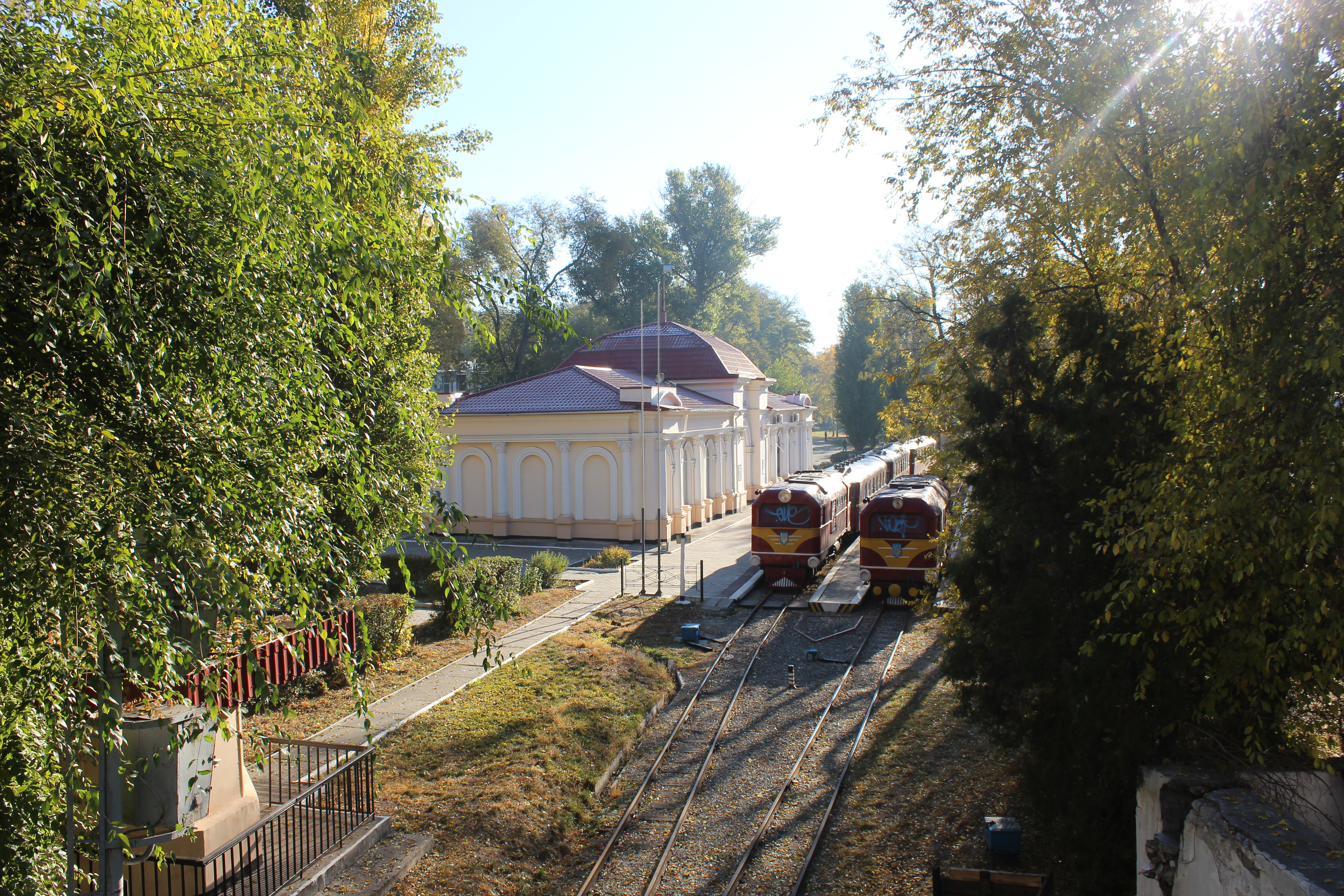
Pociągi kolei na stacji (2015)

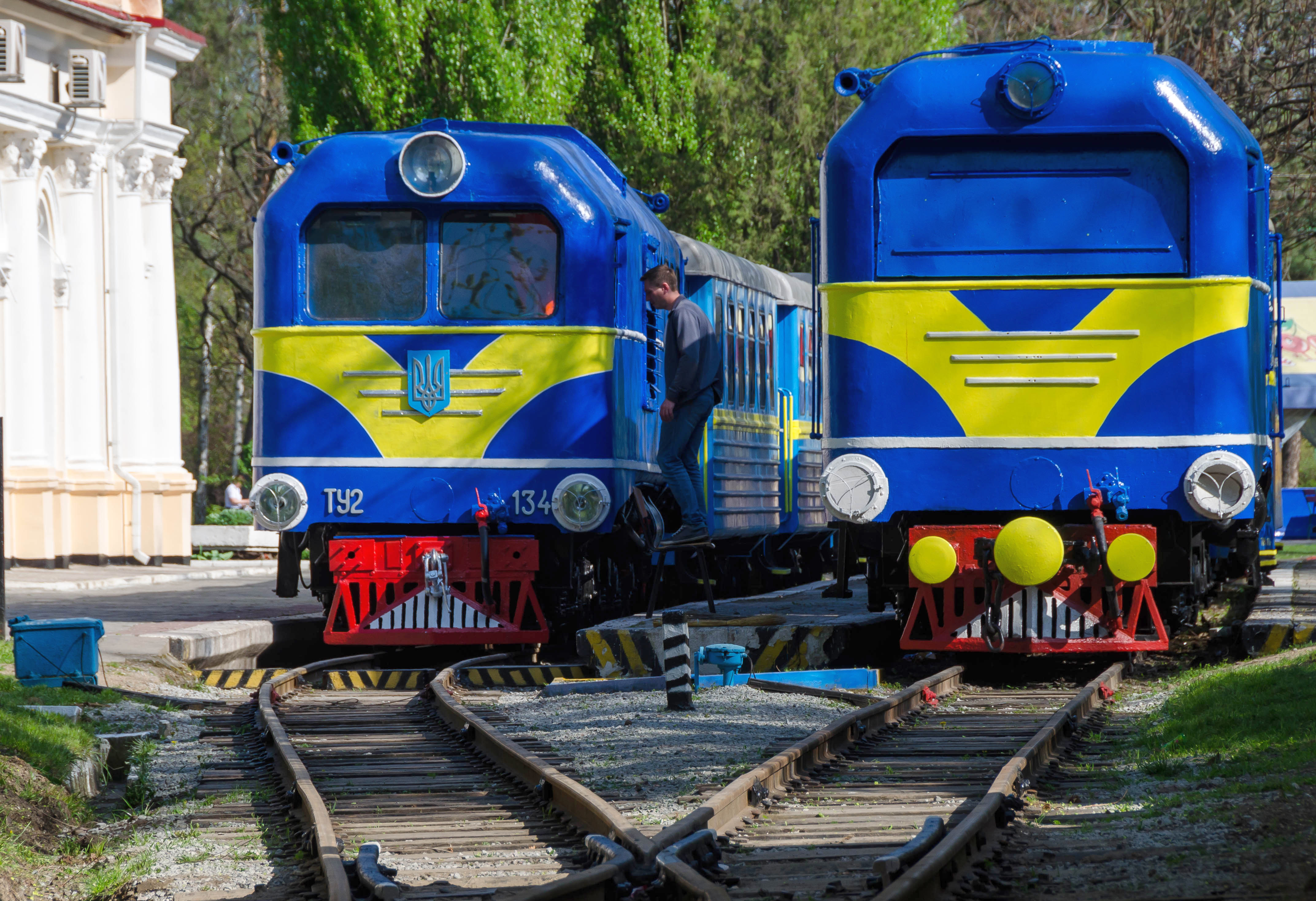
Obie używane na kolei lokomotywy (2018)

Dnieprowska kolej dziecięca (ukr. Дніпровська дитяча залізниця) – kolej dziecięca w parku Łazara Hloby w Dnieprze, funkcjonująca od 1936 roku. Najstarsza tego typu kolej na Ukrainie oraz druga najstarsza w ZSRR i na świecie (po kolei dziecięcej w Tbilisi).

## Historia
Budowę kolei dziecięcej w Jekaterynosławiu (dzisiejszy Dniepr) zainicjowali członkowie Komsomołu z tamtejszej fabryki parowozów. Do przygotowania projektu zaproszono uczniów, mających później obsługiwać kolej. Na podstawie ich szkiców, w 1936 roku przygotowano ostateczny projekt linii. Miała ona kształt nieregularnej pętli o obwodzie 2 km; otaczała staw w parku Czkałowa (парк Чкалова). Na trasie umieszczono dwie stacje z drewnianymi budynkami stacyjnymi oraz dwa tunele – dziesięcio- i trzydziestometrowy.
Ze względu na brak na rynku odpowiedniego taboru, zdecydowano się na samodzielną budowę lokomotywy do obsługi kolei. W miejscowej fabryce powstał parowóz, zmontowany przy użyciu części z nieeksploatowanych już lokomotyw – zarówno wąsko- jak i szerokotorowych – a także skonstruowanych samodzielnie od podstaw. Zbudowana lokomotywa, której nadano imię „Młody pionier” („Юный Пионер”), charakteryzowała się wyjątkowymi cechami: miała oś skrętną (konieczną ze względu na mały promień zakrętów) oraz skrócony komin (wymagała tego wysokość budynków technicznych). Kolej została ponadto wyposażona w sześć dwunastoosobowych wagonów o drewnianej konstrukcji, z których dwa do dziś są prezentowane jako eksponaty.
6 lipca 1936 roku odbyło się oficjalne otwarcie kolei, która wówczas nazywała się Малая Сталинская железная дорога – Małaja Stalinskaja żeleznaja doroga). Była ona wówczas wyposażona w urządzenia o standardach tych z pełnowymiarowych linii kolejowych, w tym radio i telegraf.
W 1938 roku kolej otrzymała nową lokomotywę – parowóz serii 159. Nadano mu nazwę identyczną, co poprzedniej lokomotywie.
22 czerwca 1941, w dniu ataku Niemiec na Związek Radziecki, kolej pracowała jeszcze według normalnego harmonogramu, ale następnego dnia została ona zamknięta. W trakcie wojny linię zniszczono – brakowało ponad 95% szyn, stacje oraz dach zajezdni spalono; zniszczono pierwszą lokomotywę i wywieziono drugą w nieznane miejsce. Wagony usunięto z torów, ale nie wywieziono ich daleko; po drobnych naprawach można było ich dalej używać. Po zakończeniu konfliktu władze przywiązywały znaczną wagę do przywrócenia funkcjonowania kolei, wydarzenie to miało bowiem świadczyć o powrocie do normalnego życia miasta.
Odbudowę toru rozpoczęto w październiku 1944 roku. Prace posuwały się bardzo szybko, więc już 29 października wznowiono ruch pasażerski na linii. Wagony ciągnęła nowa lokomotywa serii 159, która regularnie służyła na tej kolei aż do roku 1980 (a potem okazjonalnie – do 1996). Mimo że przejazdy odbywały się regularnie, po kolei znać było brak dawnej świetności – budynki stacyjne pozostały niedobudowane, sygnalizacja nie funkcjonowała. Na przestrzeni następnych kilkunastu lat stopniowo wyposażono linię w kolejne elementy infrastruktury.
W 1954 roku kolej otrzymała dwa 36-osobowe wagony, wyposażone w elektryczne oświetlenie oraz ogrzewanie centralne z lokomotywy. Ta druga umożliwiła funkcjonowanie kolei przez cały rok, co powodowało wyjątkowość kolei – w połowie lat 50. była to jedyna kolej tego typu działająca w zimie.
W 1958 roku na kolej dostarczono pierwszą lokomotywę z silnikiem Diesla, a wkrótce potem – kilka wagonów Pafawagu. Ponieważ wagony te miały inny system sprzęgający niż stosowano poprzednio, w spalinowozach również zamontowano dwa różne systemy (na dwóch różnych końcach lokomotywy).
Od końca 1961 roku, w związku z obaleniem kultu Stalina w kraju, kolej zaczęto nazywać Малая Приднепровская – Małaja Pridnieprowskaja.
W 1972 roku kolej otrzymała drugą lokomotywę TU2. W latach 70. XX wieku rozważano również rozbudowę kolei. Miałaby ona skutkować wydłużeniem długości trasy do około 3-3,5 km. Inwestycja ta nie została jednak zrealizowana. Na przełomie lat 80. i 90. rozpoczęto natomiast przebudowę zajezdni, jednak upadek Związku Radzieckiego zablokował tę inwestycję, gdy ukończony był jedynie jej pierwszy etap – wyburzenie starego budynku. W 1996 roku po raz ostatni wykonano przejazd pociągiem ciągniętym przez parowóz, a lokomotywa ta przeszła w ręce firmy turystycznej organizującej wycieczki starymi lokomotywami.

## Turystyka
Kolej kursuje głównie w sezonie letnim (maj-wrzesień). W 2019 roku przewieziono tu niemal 16 tysięcy pasażerów, w tym około 7 tysięcy dzieci. Ceny biletu w sezonie 2017 wynosiły 25 hrywien (bilet normalny) i 20 hrywien (bilet dla dzieci).

## Edukacja
Na przestrzeni lat kolej nie zatraciła swojej wartości edukacyjnej – w sezonie 2017 przeszkolono tu około 700 młodych kolejarzy, zaś w sezonie 2019 – około 800.